# Heterantera

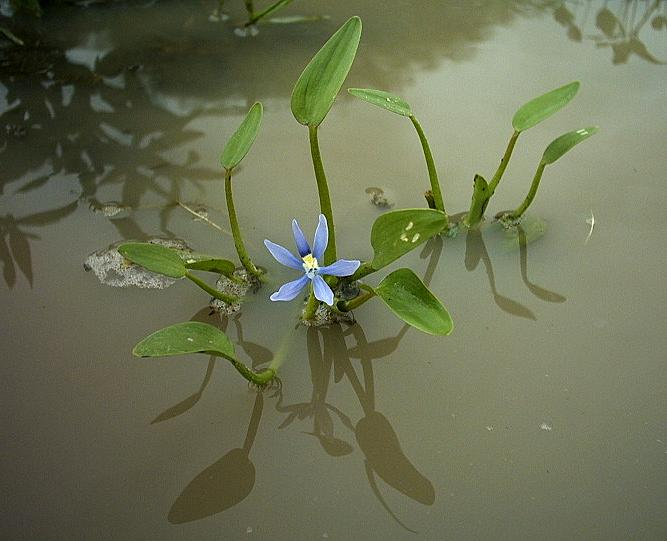
Heteranthera limosa

Heterantera (Heteranthera) – rodzaj roślin jednorocznych i bylin z rodziny rozpławowatych z rzędu komelinowców. Swym zasięgiem obejmują tereny tropikalne i subtropikalne Ameryki i Afryki. Rosną w płytkiej wodzie i na terenach podmokłych o wilgotnej glebie. Niektóre gatunki są hodowane jako rośliny akwariowe, zwłaszcza heterantera paskowana (H. zosterifolia).

## Morfologia
PokrójPęd zwykle zanurzony, unoszący się w wodzie lub czołgający się po podłożu.
LiścieRównowąskie, nerkowate lub owalne.
KwiatyWyrastają pojedynczo lub skupione w kłosach. Okwiat niemal promienisty, utworzony jest z listków barwy niebieskiej lub białej rozciętych niemal do nasady na sześć łatek. Pręcików sześć, słupków trzy – przy czym jeden z nich jest większy od pozostałych. Zalążnia jest trójkomorowa zwieńczona wydłużoną szyjką słupka.
OwoceTorebki zawierające liczne nasiona i zakończone trwałą szyjką słupka.

## Systematyka
Wykaz gatunków
- Heteranthera callifolia Rchb. ex Kunth
- Heteranthera dubia (Jacq.) MacMill.
- Heteranthera limosa (Sw.) Willd.
- Heteranthera mexicana S.Watson
- Heteranthera multiflora (Griseb.) C.N.Horn
- Heteranthera oblongifolia Mart. ex Schult. & Schult.f.
- Heteranthera peduncularis Benth.
- Heteranthera reniformis Ruiz & Pav.
- Heteranthera rotundifolia (Kunth) Griseb.
- Heteranthera seubertiana Solms
- Heteranthera spicata C.Presl
- Heteranthera zosterifolia Mart. – heterantera paskowana